# Parafia Najświętszej Maryi Panny Niepokalanie Poczętej w Strzałkowie
Parafia Najświętszej Maryi Panny Niepokalanie Poczętej w Strzałkowie – parafia rzymskokatolicka, znajdująca się w diecezji kaliskiej, w dekanacie Koźminek. 